# Вільям Ендрюс Кларк
Вільям Ендрюс Кларк (8 січня 1839, поблизу Коннеллсвілла, Пенсильванія — 2 березня 1925, Нью-Йорк, Нью-Йорк) — американський політик (демократична партія). Він представляв штат Монтана в Сенаті США.

## Професійна кар'єра
Кларк відвідував державні школи та академію Лорел Хілл. У 1856 році він разом із батьками переїхав до Айови, де викладав. Паралельно вивчав право в Уесліанському університеті Айови в Маунт-Плезанті. Після роботи в кварцових копальнях поблизу Сентрал-Сіті, штат Колорадо, у 1862 році, він переїхав до Баннака, штат Монтана, через рік, де він хотів отримати вигоду від буму видобутку золота протягом двох років. Потім він розширив свою діяльність, почавши торгувати з Блекфутом і Геленою, і став банкіром у Дір-Лодж.
В армії Сполучених Штатів він був майором батальйону, і в 1877 році він переслідував вождя Джозефа та його групу Нез Персе до гір Ведмежа Лапа.